# 新宿東寶大廈
新宿東寶大廈（日语：新宿東宝ビル）是一棟座落在日本東京都新宿區歌舞伎町1丁目，由東寶管理，位於原新宿KOMA劇場和新宿東寶會館（新宿廣場劇場）舊址上建造的複合式設施，建築中主要的租戶包括新宿東寶電影院。在大樓的八樓設有真人大小的哥吉拉頭部，已成為歌舞伎町的標誌性建築。該建築於2015年4月17日開業。

## 概要
2008年底，由於經營狀況惡化和建築老化，新宿KOMA劇場和毗鄰的新宿東寶會館關閉。拆除工作於2011年3月開始。同年7月，東寶宣布計劃在此地建造新宿東寶大廈。該建築將由竹中工務店負責商業提案到設計和施工，並在規劃設施考慮各種用途的設施，目的是實現商業可行性和吸引顧客的效果，初期也曾規劃大型零售設施。由於當地社區也有強烈的聲音，提出在KOMA劇場的舊址上建造一座劇院。雖從商業角度來看此區域較難出租電影院，並擔心電影院因缺乏顧客而在歌舞伎町消失，但東寶經確認後則決定將大廈以「影城」作為複合式建築的核心設施。
高樓層部分的租戶被規劃作為酒店使用，最終由藤田觀光管理的全新品牌格拉斯麗酒店（Hotel Gracery）成為租戶。。
該大廈共有30層地上，1層地下，總建築面積為54,735.31平方公尺。 地下一樓設有停車場和自行車停車處，一層至二樓設有商品銷售處、餐廳和遊戲廳。東寶電影院新宿店則位於3至6樓、8至30樓，格拉斯麗新宿酒店則於2015年4月17日入住並開幕（飯店於同月24日開幕）。 整個工程的總成本約為232億日圓。
飯店大廳所在的8樓安裝了由玻璃纖維增強水泥（GRC）製成的真人大小的哥吉拉頭像，已成為其大樓的主要地標。下層的外觀設計保留了歷史特色以回應當地的呼聲，設計以劇場幕布為主題。此外，酒店的上半部採用了單一巨石的形象，旨在使客房內閃爍的燈光像螢幕上的像素一樣抽象。

## 主要租戶
- 主要租戶
- TOHO影城新宿
- 格拉斯麗新宿飯店（2015年4月24日開幕）
- 築地銀章魚燒新宿東寶大廈店
- RINGER HUT新宿東寶大廈店
- 丸韓新宿東寶大廈店（2015年4月24日開幕）
- 7-11新宿東寶大廈店
- 大阪奧修新宿東寶大廈店
- 串屋物語（日语：フジオフードグループ本社#串家物語）新宿東寶大廈店

### TOHO影城新宿
TOHO影城新宿是一家位於東京新宿區歌舞伎町1丁目新宿東寶大廈的電影院。該公司由東寶管理和營運。該電影院擁有新宿地區最多的座位和銀幕。座位總數為2,323個（24個輪椅座位），與新宿Piccadilly、新宿Wald 9齊名，該電影院於2015年4月17日開業。

## 外部連結
- 新宿東寶大廈 SHINJUKU TOHO BLDG 官方網站 （页面存档备份，存于）
- TOHO影城新宿官方網站 （页面存档备份，存于）
- 格拉斯麗酒店新宿官方網站 （页面存档备份，存于）